# Колонија Британска Колумбија (1866–1871)
Колонија Британска Колумбија (1866–1871) (енгл. Colony of British Columbia (1866–1871)), је била колонија британске круне у британској северној Америци која је настала спајањем две бивше колоније, колоније острва Ванкувер и копнене колоније Британске Колумбије. Две бивше колоније су уједињене 1866. године, а уједињена колонија је постојала све до њеног укључивања у Канадску конфедерацију 1871. године.

## Позадина
„Колонија острва Ванкувер” је створена 1849. године да би се ојачала британска потраживања на цело острво и суседна острва у Заливу, и да би се обезбедила матична лука у северном Пацифику за Краљевску морнарицу у Есквималту. До средине 1850-их, неаутохтоно становништво острвске колоније износило је око 800 људи, мешавина углавном Британаца, Франко-Канађана, Хавајаца, али и са шачицом Ирокејаца, Метиса и Крија запослених у компанији за крзно, и неколико белгијских и француских свештеника Облата (на хиљаде првих народа умрло је због епидемије малих богиња, која догодио у 16. веку). Три године раније, Вашингтонским уговором успостављена је граница између Британске Северне Америке и Сједињених Америчких Држава западно од Стеновитих планина дуж 49. паралеле. Копнена област данашње Британске Колумбије, Канада, била је неорганизована територија под британским суверенитетом до 1858. године. Регион је био под де факто управом „компаније Хадсон Беј”, а њен регионални извршни директор Џејмс Даглас, који је такође био гувернер на острву Ванкувер. Регион је неформално добио име Нова Каледонија, по округу за трговину крзном који је покривао централну и северну унутрашњост копна западно од Стеновитих планина.
Све се ово променило са златном грозницом у кањону Фрејзера 1857–1858, када је неабориџинско становништво копна порасло са око 150 запослених у компанији Хадсон Беј и њихових породица на око 20.000 копача, шпекуланата, агената за земљиште и трговаца. Британска колонијална канцеларија је деловала брзо, прогласивши крунску колонију Британске Колумбије (1858–1866) 2. августа 1858, и пославши Ричарда Клемента Мудија и одред Краљевских инжењера Колумбије да успоставе британски поредак и трансформишу новоосновану колонију у Британску „Бедем Краљевства на крајњем западу“  и „пронашао другу Енглеску на обалама Пацифика“. Муди је именован за главног комесара за земљиште и радове и подгувернера Британске Колумбије.

## Уједињене колоније
Муди и одред Краљевских инжињера Колумбија су се распали у јулу 1863. и Муди се вратио у Енглеску. Даглас је наставио да управља копненом колонијом у одсуству из Викторије, али је сер Артур Кенеди именован да га наследи на месту гувернера острва Ванкувер. Нови Вестминстер ће дочекати свог првог гувернера, Фредерика Симора, 1864. године. Обе колоније су радиле под огромним дуговима, углавном нагомиланим завршетком екстензивне инфраструктуре за опслуживање огромног прилива становништва. Како су приходи од злата опали, зајмови обезбеђени за плаћање ових пројеката поткопавали су привреду колонија, а у Лондону је растао притисак за њихово спајање. Упркос великој амбивалентности у неким срединама, 6. августа 1866. проглашена је уједињена колонија, са главним градом и скупштином у Викторији, а Симор је постављен за гувернера.
Сејмур је наставио да буде гувернер „уједињених колонија” до 1869, али након што је Британски закон о Северној Америци придружио три колоније (Њу Брансвик, Нова Шкотска и Провинција Канада) у Канадску конфедерацију 1867. године, чинило се да је све више само питање времена када ће Острво Ванкувер и Британска Колумбија преговарати о условима уније. Главни заговарачи у Лиги Конфедерације, као што су Амор Де Космос, Роберт Бевен и Џон Робсон, залагали су се за унију првенствено као начин унапређења како економског здравља региона, тако и повећане демократске реформе кроз истински репрезентативну и одговорну владу. У овом настојању, подржали су их и помогли канадски званичници, посебно сер Семјуел Тили, отац Конфедерације и министар царина у влади премијера сер Џона А. Макдоналда. Сејмур, болестан и оптерећен протестима које је одуговлачио у окончању преговора за територију ХБЦ-а, био је суочен са крајем свог мандата, а Макдоналд је притискао Лондон да га замени сер Ентонијем Масгрејвом, одлазећим гувернером колоније Њуфаундленд . Међутим, пре него што је именовање могло да буде финализовано, Сејмур је умро.
Са Масгравеовим именовањем, британски колонијални секретар, лорд Гранвил је подстакао Магрејва да убрза преговоре са Канадом о унији. Било је потребно скоро две године да се ти преговори, у којима је Канада на крају пристала да преузме огроман дуг колонија и придружи територију трансконтиненталној железници, буду финализовани. Његови напори су довели до пријема Британске Колумбије као шесте провинције Канаде 20. јула 1871. године.

## Гувернери уједињене колоније Британске Колумбије
- Фредерик Симор, 1866–1869
- Ентони Масгрејв, 1869–1871

## Законодавни савет уједињене колоније Британске Колумбије
Од 1866. до 1869. године 14 чланова је именовао гувернер, а 9 је бирала јавност.

Од 1869. до 1872. године 13 чланова именовао је гувернер, 8 бирала јавност.

## Избори за Законодавни савет уједињене колоније Британске Колумбије
- Општи избори Колоније Британске Колумбије 1866.
- Општи избори Колоније Британске Колумбије 1869.

## Врховни суд
Године 1869. основани су врховни судови на копну („Врховни суд копна Британске Колумбије“) и на острву Ванкувер („Врховни суд острва Ванкувер“), који су се 1870. спојили као Врховни суд Британске Колумбије.
Британска влада је 1858. године поставила Метјуа Бејлија Бегбија као главног судију за колонију. Иако је похађао обуку у Линцолн Ину, никада се није бавио адвокатуром, али је убрзо објавио Пословник суда и распоред заседања. Одржао је ту функцију, под узастопним административним режимима, до своје смрти 1894. године.